# Piotr Wiśniewski (fizyk)
Piotr Wiśniewski – polski fizyk, dr hab. nauk fizycznych, profesor Instytutu Niskich Temperatur i Badań Strukturalnych im. Włodzimierza Trzebiatowskiego Polskiej Akademii Nauk.

## Życiorys
W 1988 ukończył studia fizyczne na Uniwersytecie Wrocławskim, 20 czerwca 1997 obronił pracę doktorską Źródła anizotropii oporu elektrycznego pniktydków typu U3X4, 6 czerwca 2008 habilitował się na podstawie pracy zatytułowanej Anizotropia własności elektronowych wybranych związków uranu. 28 września 2021 uzyskał tytuł profesora nauk ścisłych i przyrodniczych.
Awansował na stanowisko profesora w Instytucie Niskich Temperatur i Badań Strukturalnych im. Włodzimierza Trzebiatowskiego Polskiej Akademii Nauk, oraz jest członkiem Zespołu Interdyscyplinarnego do spraw Programu "Mobilność Plus" (Zespoły Specjalistyczne, Interdyscyplinarne, Doradcze i Zadaniowe Ministra) Ministerstwa Nauki i Szkolnictwa Wyższego.